# Падурени (Виктор Влад Деламарина)
Падурени (рум. Pădureni) насеље је у Румунији у округу Тимиш у општини Виктор Влад Деламарина. Oпштина се налази на надморској висини од 199 m.

## Становништво
Према подацима из 2002. године у насељу је живело 231 становника.

### Попис2002.
| Расподела становништва по националности 2002.‍ | Расподела становништва по националности 2002.‍ | Расподела становништва по националности 2002.‍ | Расподела становништва по националности 2002.‍ | Расподела становништва по националности 2002.‍ |
| --------------------------------------------- | --------------------------------------------- | --------------------------------------------- | --------------------------------------------- | --------------------------------------------- |
|                                               |                                               |                                               |                                               |                                               |
| Румуни                                        | Румуни                                        |                                               | 88                                            | 38,3%                                         |
| Украјинци                                     | Украјинци                                     |                                               | 107                                           | 46,5%                                         |
| други                                         | други                                         |                                               | 35                                            | 15,2%                                         |